# 伊莉莎白·庫辛尼奇
伊莉莎白·珍·庫辛尼奇（英語：Elizabeth Jane Kucinich，1977年10月22日—），有機食品及素食的倡導者，紀錄片製片人。其丈夫是美國政治人物丹尼斯·庫辛尼奇。

## 經歷
伊莉莎白自幼在英國北奧肯登成長，父親葛瑞姆·哈珀經營著一家安全圍欄公司，母親則是從事芳香療法和反射療法的治療師。
伊莉莎白在肯特大學獲得了學士學位和國際衝突分析碩士學位，她還擁有考文垂大學的和平與和解研究證書。她曾在印度的慈善之家當志工，在坦尚尼亞的一個自給農業社區生活和工作了 16 個月。2005年4月，她到美國，擔任美國貨幣研究所所長史蒂芬·扎倫加的助理。
她曾擔任過非營利組織「負責任醫學醫師協會」的政府事務主任。在2013年至2015年間，她擔任食品安全中心（CFS）的政策主任。此外她也是多個組織的董事會成員，其中包括J/P海地救援組織和羅德爾研究所；2014年10月，加入了美國聯合國近東巴勒斯坦難民救濟和工程處（UNRWA USA）的董事會。
她還是2013年紀錄片《GMO OMG》的執行製片人。

## 家庭

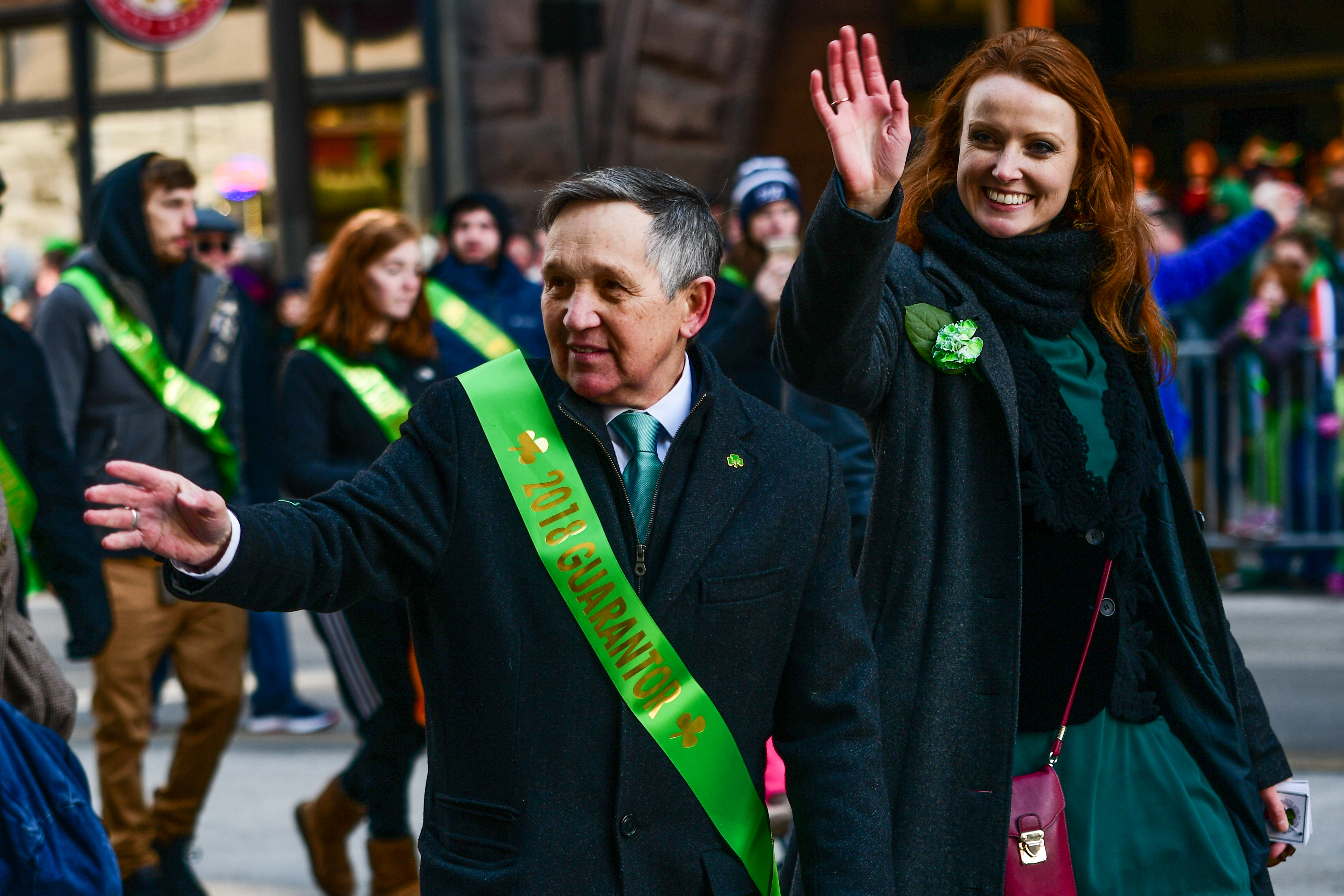
伊莉莎白與丈夫丹尼斯，攝於2018年

2005年5月，時年27歲的伊莉莎白隨上司史蒂芬·扎倫加與聯邦眾議員丹尼斯·庫辛尼奇洽談公事，伊莉莎白與時年58歲的丹尼斯一見鍾情（後來兩人將這次見面稱為「靈魂相認」）。同年兩人便成婚了。
2013年，《浮華世界》雜誌將伊莉莎白評為全美國「穿著最得體」的政治人物妻子。

## 外部連結
- 官方网站 （英文）
- 伊莉莎白·庫辛尼奇的X（前Twitter） （英文）
- 伊莉莎白·庫辛尼奇的Facebook專頁 （英文）
- 伊莉莎白·庫辛尼奇在互联网电影资料库（IMDb）上的資料（英文）
- C-SPAN內的頁面（英文）